# Polla carnipennis
Polla carnipennis là một loài bướm đêm trong họ Geometridae.